# Юдіта Сабатаускайте
Юдіта Сабатаускайте (лит. Judita Sabatauskaitė; нар. 23 травня 2002, Литва) — литовська футболістка, півзахисниця клубу «Жальгіріс» та національної збірної Литви.

## Клубна кар'єра
Професіональну футбольну кар'єру розпочала в «Йонаві».
З 2018 року захищає кольори «Жальгіріса».

## Кар'єра в збірній
У футболці національної збірної Литви дебютували 4 вересня 2019 року в поєдинку кубку Балтії проти Латвії. Першим голом за литовську команду відзначилася на кубку Афродіти 2019 року в поєдинку проти Кіпру.

### Забиті м'ячі
| #  | Дата           | Місце   | Місце | Суперник | Результат | Змагання         |
| -- | -------------- | ------- | ----- | -------- | --------- | ---------------- |
| 1. | 27 лютого 2019 | Лімасол | Кіпр  | 1–2      | 1–2       | Товариський матч |